# Балан, Павел Георгиевич
Павел Георгиевич Балан (род. 31 мая 1959 года в Киеве) — советский и украинский зоолог, специалист по клещам, кандидат биологических наук (1991), доцент кафедры зоологии и заместитель директора по научно-педагогической работе ННЦ «Институт биологии» Киевского национального университета.

## Биография
В 1982 году окончил биологический факультет Киевского университета, специализация — зоология беспозвоночных. В течение 1976—1984 годов работал старшим лаборантом в Институте зоологии АН УССР. С 1984 года работает на кафедре зоологии КНУ. В 1991 году защитил кандидатскую диссертацию на тему «Клещи-церкониды Украины» в учёном совете Института зоологии НАН Украины (научный руководитель — Г. И. Щербак). С 1992 года — доцент кафедры зоологии. С 2008 года — также заместитель директора по научно-педагогической работе ННЦ «Институт биологии» КНУ.

## Научная деятельность
Научные интересы: клещи-мезостигматы, видовые комплексы грунтовых микроартропод, зоологическая диагностика состояния почв, паукообразные городских экосистем, общая паразитология. Преподаёт обязательные дисциплины «Зоология», «Экология», «Медицинская биология».
Автор более 190 научных и научно-методических работ, в том числе 4 монографии, 12 школьных учебников и 15 учебных пособий. Описал 20 новых для науки видов клещей.

### Научные труды
- Балан П. Г. О постэмбриональном развитии клещей-церконин (Acari, Mesostigmata, Zerconina) фауны Украины // Вестн. зоол. — 1996, № 3. — С.43—47.
- Балан П. Г. Значение некоторых морфологических признаков в систематике церконид (Acari, Mesostigmata) // Вестн. зоол. — 1996, № 1-2. — С.63—72.
- Балан П. Г., Векслярський Р. З., Вервес Ю. Г., Войціцький В. М., Ірклієнко С. П., Лукашов Д. В., Орлов О. О. Модельні групи безхребетних тварин як індикатори радіоактивного забруднення екосистем. — К.: Фітосоціоцентр, 2002. — 204 с.
- Балан П. Г. Вплив різних методів оброблення ґрунту та внесення добрив на популяції ґрунтових кліщів (Acari: Oribatei, Mesostigmata) // Охорона навколишнього середовища: Монографія / За ред. Я. Б. Олійника. — К.: Ніка-Центр, 2006. — С.206—209. (264 с.).
- Лукашов Д. В., Балан П. Г. Загальна зоологія. Зоологія безхребетних. Курс лекцій для студентів заочної форми навчання біологічних факультетів. — К.: Фітосоціоцентр, 2006. — 134 с.
- Балан П. Г., Сінгаєвський Є.М. Павукоподібні (Arachnida: Acari, Mesostigmata; Aranei) зелених зон Києва та передмість // Зоологічна наука у сучасному суспільстві: Матеріали Всеукраїнської наукової конференції, присвяченій 175-річчю заснування кафедри зоології. — К.: Фітосоціоцентр, 2009. — С. 42—54.
- Монченко, В.І., Балан П. Г., Трохимець В. М. Карцинологія. — К.: Видавничо-поліграфічний центр «Київський університет», 2011. — 527 с.
- Балан П. Г., Лукашов Д. В., Трохимець В. М., Григор’єва О. О. Лабораторний практикум із зоології безхребетних: Робочий зошит для студентів біологічних факультетів вищих навчальних закладів. — К.: Фітосоціоцентр, 2013. — 179 с.
- Балан П. Г., Вервес Ю. Г., Поліщук В. П., Лященко Т. П., Пасічніченко О. М. Біологія. Повний шкільний курс. Довідник: навч. Посібник для підготов. до зовніш. незалеж. оцінювання. — К. Генеза, 2013. — 536 с.
- Балан П. Г. Видові комплекси павуків (Arachnida, Aranei) парків Києва // Зоологічні дослідження у Київському національному університеті імені Тараса Шевченка. Т. 1 (2006—2010 рр.). — К.: ТОФІ КІМЕ, 2014. — С. 134—154.